# Marco Polo hídi incidens
A Marco Polo hídi incidens (japánul: Rokókjó jiken (盧溝橋事件; Hepburn: Rokōkyō Jiken); kínaiul: 盧溝橋事變, pinjin: Lúgōuqiáo shìbiàn, magyaros átírás: Lukoucsiao sipien) egy összecsapás volt a Japán Császári Hadsereg és a kínai Nemzeti Forradalmi Hadsereg között, amelyet a történészek a második kínai–japán háború kezdeteként szoktak megjelölni. A japánok a Bokszer Jegyzőkönyvre hivatkozva állomásoztattak katonákat a Peking és Tiencsin (Tianjin) között sávban, amelybe a Marco Polo híd is beletartozott. 1937. július 7-én éjszaka a japán katonák gyakorlatoztak a területen, erről azonban nem értesítették a kínai hadvezetést, így az egyik kínai helyőrség katonái tüzet nyitottak a közeledő japánok láttán.
A rövid tűzharcban eltűnt egy japán katona, akinek a parancsnoka a közeli Vanping (Wanping) városában akarta őt kerestetni másnap. Habár a kínai parancsnok kezdetben nem engedélyezte számukra a belépést, később két japán tiszt mégis beléphetett a városba. A japánok 8-án hajnalban ennek ellenére támadást indítottak a híd ellen, tüzérséget és géppuskákat is bevetve, a hidat azonban nem sikerült bevenniük. A később a Kvantung-hadseregtől és a koreai hadseregtől idevezényelt erősítéssel a japánok elfoglalták Pekinget és Tiencsin (Tianjin)t, és kezdetét vette a kínai–japán háború.

## Előzmények

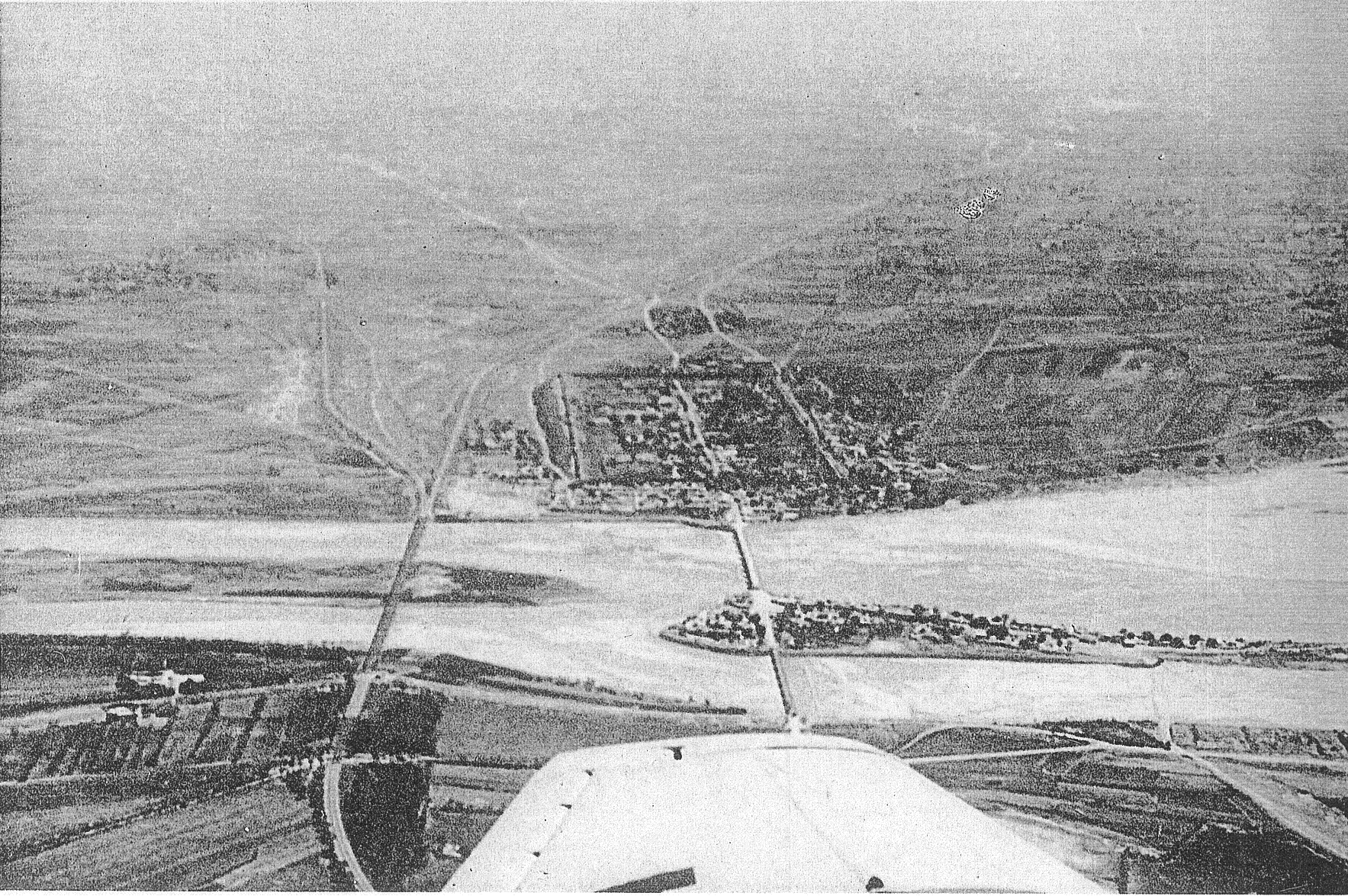
A híd (jobbra) egy japán katonai légi felvételen. A folyó túlpartján Vanping (Wanping) erődje látható

A bokszerlázadás után a nyolc nagyhatalom és Kína között aláírt Bokszer Jegyzőkönyv biztosította a Pekingben koncessziókkal rendelkező hatalmak számára, hogy katonákat állomásoztassanak a koncessziós területen, valamint a Peking és Tiencsin (Tianjin) közötti vasútvonal 12 pontján a kommunikáció zavartalanságának fenntartása érdekében. Az 1902. július 15-én kötött kiegészítő egyezmény pedig lehetővé tette, hogy ezek a katonák gyakorlatot folytassanak a kínai hatóságok értesítése nélkül. A japánok 1937-ben 7000–15 000 katonát állomásoztattak itt, ami háromszor több volt, mint a szerződésben engedélyezett létszám.
Júniustól kezdve minden nap hajtottak végre éjszakai manővereket, ami miatt a kínaiak azt kérték, kapjanak értesítést előre ezekről, hogy a helyi lakosságot ne zavarják a gyakorlatozó katonák. Habár a japánok beleegyeztek a kérés teljesítésébe, 1937. július 7-én nem értesítették a kínaiakat a gyakorlatról. Este tíz órakor tartotta az egyik japán század a hídtól északra saját éjszakai gyakorlatát, amikor Vanping (Wanping) kínai helyőrsége támadóknak vélte a közeledő fegyvereseket, és tüzet nyitott rájuk. Habár korábban - főleg a kínai - történészek jelentős része állította azt, hogy egy előre megrendezett incidensről van szó, a mukdenihez hasonlóan, mára nagyobb részük a véletlen művének tartja a lövöldözést.
Miután az egyik japán katona nem tért vissza a lövöldözés után, Icsiki Kijonano őrnagy jelentette az esetet felettesének, Mutagucsi Renja ezredesnek. Ő úgy gondolta, hogy a katona a kínaiak fogságába esett, ezért telefonon felhívta Csi Hszing-ven (Ji Xingwen) kínai ezredest, azt kérve, hogy katonái beléphessenek Vanping (Wanping)ba az eltűnt keresésére, ő azonban elutasította ezt. Este 11:40 körül kereste meg a japán katonai hírszerzés Csin Tö-csun (Qin Dechun) tábornokot, a 29. hadsereg parancsnokát, egyben a Hopej-Csahar Politikai Bizottság vezetőjét, ugyanazt követelve tőle, mint Csi (Ji) ezredestől. A tábornok ezt visszautasította, arra hivatkozva, hogy a japánok megszegték a szerződést a gyakorlattal, így a japán katona eltűnése nem a kínai hatóságok felelőssége. Felajánlotta azonban, hogy a helyőrség katonái próbálják megkeresni a férfit, ez a megoldás azonban nem tetszett a japánoknak.

## Az incidens
Csin (Qin) tábornok két óra múlva újabb telefonhívást kapott, ebben közölte vele a japán parancsnok, hogy amennyiben embereit nem engedik be a városba, ostrom alá veszi azt. Erre ő azonnal felhívta Feng Cse-an (Feng Zhian)t, a 37. hadosztály parancsnokát, és készültséget rendelt el. Másnap, 3:30-kor érkezett a jelentés arról, hogy egy japán dandár hat (más források szerint négy) tüzérségi ágyúval és egy géppuskás századdal a város felé tart. 4:50-kor a tábornok engedélyezte két japán kereső belépését a városba, azonban 5 órakor a japánok mégis tüzet nyitottak a kínai állásokra. A várost keletről, délkeletről és délnyugatról vették körbe, miközben páncélautókkal megtámogatott gyalogságuk megtámadta a Marco Polo hidat és a várostól délkeletre lévő vasúti hidat. Mintegy kétszakasznyi kínai katona halt meg a hidak keleti hídfőjének védelmében.
A lövöldözés szórványosan folytatódott késő délutánig, amikor a japán ezredparancsnok ultimátumot küldött a kínai parancsnokságnak, amiben követelte a kínai erők visszavonását a Jungtingo (Yongdinghe) folyó mögé, valamint a japán küldöttek szabadonengedését a városból. Ellenkező esetben a város ágyúzását helyezte kilátásba. Este hat órakor a japán ágyúk tüzet nyitottak a városi biztos irodájára, amit csupán percekkel a támadás előtt ürítettek ki. Ezt három órás harc követte, amiben a japánok elfoglalták a hidat. Csi Hszing-ven (Ji Xingwen) ezredes ezért éjfélkor támadást rendelt el ennek visszaszerzésére. 150 kardokkal, pisztolyokkal és gránátokkal felfegyverzett kínai katona indított támadást, amiben minden a hídon tartózkodó japánt megöltek. Így 9-én reggel hat órakor a híd ismét kínai kézen volt.
Kilencedikén reggel előkerült az eltűnt japán katona, és ezután a japán katonai hírszerzés szóban megállapodott Csin (Qin) tábornokkal a fegyverszünetről, amelynek feltételei szerint a város igazgatását a rendőrség veszi át a kínai 219. ezredtől, mindkét fél visszavonul és beszünteti az ellenségeskedést. Kavabe Maszakazu vezérőrnagy azonban figyelmen kívül hagyta a megállapodást, ezért a város ágyúzása három órán keresztül folytatódott, és a Vanping (Wanping)ba tartó kínai rendőröket is támadás érte. Amennyiben ekkor mindkét fél betartotta volna a fegyverszüneti megállapodást, akkor az eset nagy valószínűséggel nem lett volna jelentősebb hatású, mint a hasonló incidensek.

## Következmények
Az incidens híre 8-án jutott el Tokióba, aminek hatására Konoe Fumimaro japán miniszterelnök már másnap kormányülést tartott, hogy elejét vegye a konfliktus eszkalálódásának. Ennek dacára a vezérkar úgy határozott, hogy megerősíti az észak-kínai erőket a Kvantung-hadsereg két dandárjával, a koreai hadsereg egy hadosztályával, illetve további három hadosztállyal Japánból. A tervet másnap jóváhagyta a kabinet, azonban a megegyezés hatására még aznap leállították a mozgósítást. 12-én már mintegy 20 000 japán katona és 100 katonai repülőgép tartózkodott a térségben. A hadsereg vezetése azonban nem kívánt letenni Észak-Kína megszerzéséről, így 17-én és 18-án folytatódott a mozgósítás előkészítése, illetve a Kvantung-hadsereg egységeinek átcsoportosítása.
A helyzetet súlyosbította, hogy július 12-én szívrohamban meghalt Tasiro Kanicsiró altábornagy, a területen állomásozó japán erők parancsnoka, utódja, Kacuki Kijosi pedig újra elrendelte Vanping (Wanping) ágyúzását 14-én. Csang Kaj-sek (Chiang Kai-shek) kínai generalisszimusz július 17-én történelmi hatású beszédet tartott, mivel úgy értékelte, hogy a japán hadsereg elszánta magát egy teljes körű offenzívára Észak-Kínában. A beszédben Csang (Chiang) kijelentette, hogy szembeszállnak a japán agresszióval és az utolsó emberig harcolnak, ha kell mindent feláldozva. Habár mindkét fél megpróbálta még ekkor is a békés megoldást választani, az események előrehaladtával ez egyre kevésbé tűnt járható útnak. Július 29-én a japán kormány ismét jóváhagyta az észak-kínai hadsereg megerősítését, és július 25-én megkezdődött a harc Pekingért és Tiencsinért. Az ellenségeskedés augusztus 13-án Sanghaj városára is átterjedt, így kezdetét vette a nyolc évig tartó, húszmilliónál több áldozatot követelő második kínai–japán háború.